# Grand Prix automobile de Nice 1933

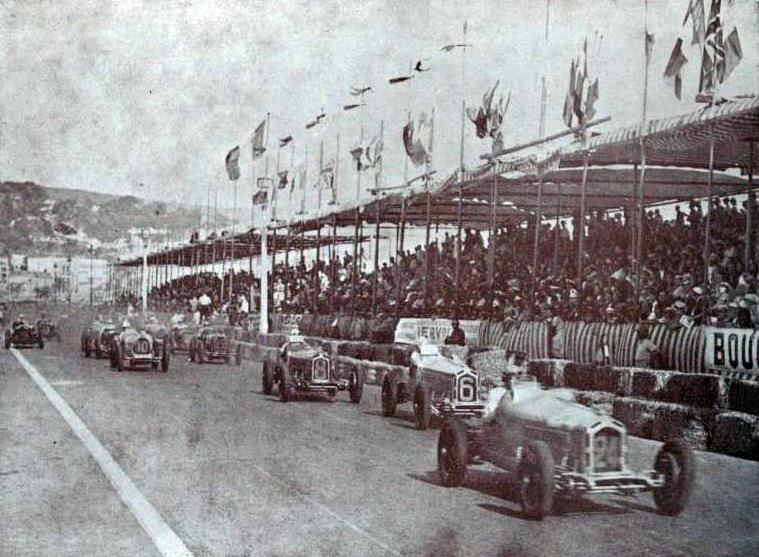
Le départ.

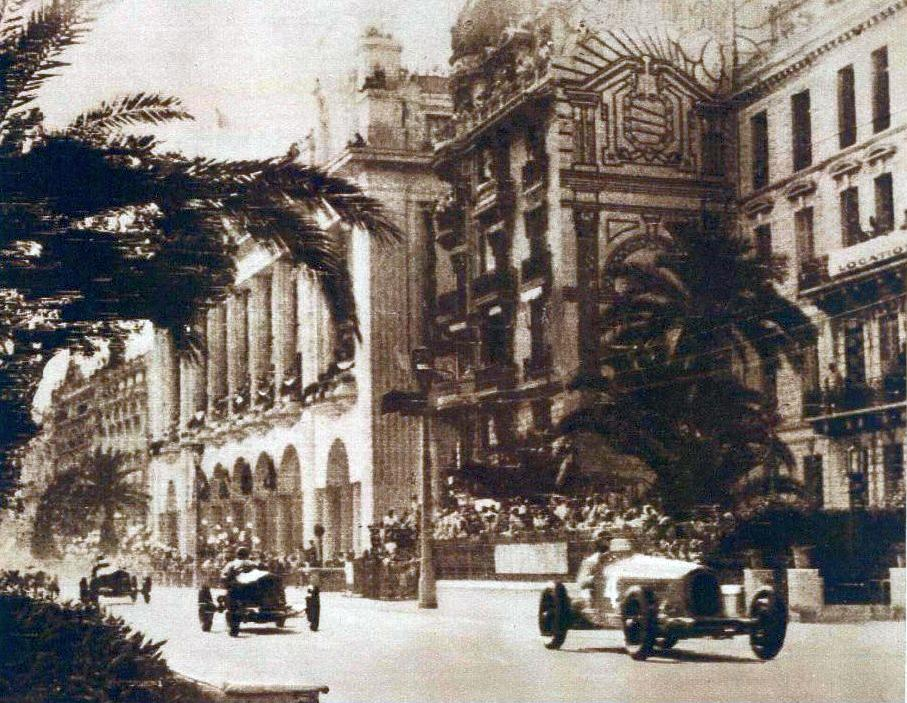
Raymond Sommer (numero 4) sur une Alfa Romeo 8C 2300.

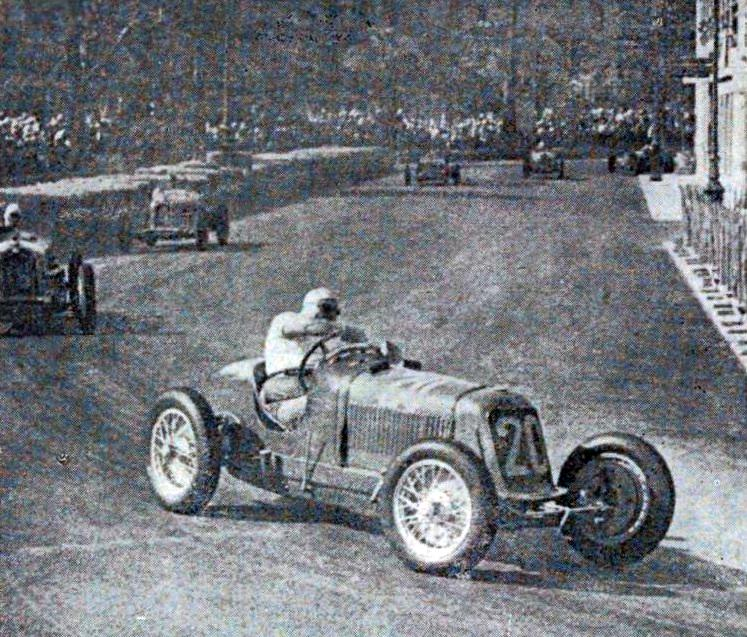
Giuseppe Campari au virage des Phocéens.

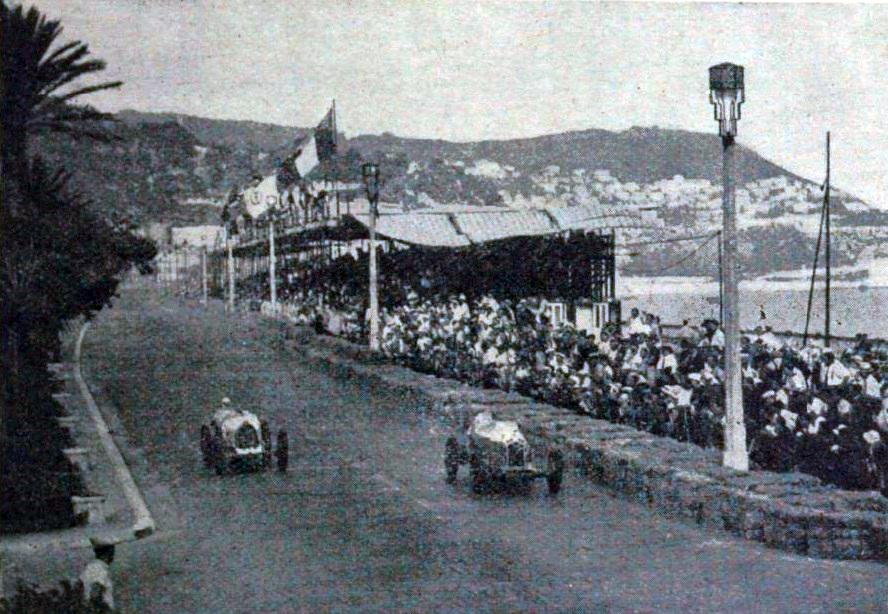
Scène du Grand Prix.

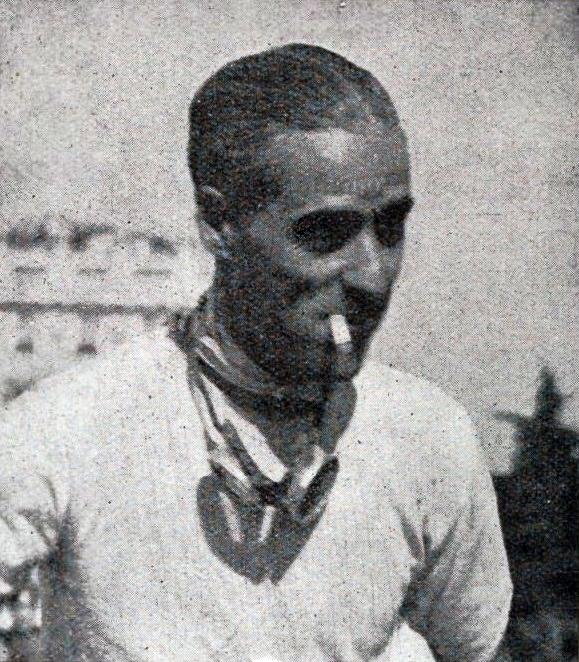
Tazio Nuvolari vainqueur.

Le Grand Prix automobile de Nice 1933 est un Grand Prix qui s'est tenu sur le circuit urbain de Nice le 6 août 1933.
Ce Grand Prix était organisé par l'Automobile Club de Nice.

## Grille de départ
| 1re ligne | Pos. 3                        |                              | Pos. 2                          |                              | Pos. 1                        |
|           | Wimille Alfa Romeo 1 min 48 s |                              | Étancelin Alfa Romeo 1 min 47 s |                              | Nuvolari Maserati 1 min 47 s  |
| 2e ligne  |                               | Pos. 5                       |                                 | Pos. 4                       |                               |
|           |                               | Lehoux Bugatti 1 min 49 s    |                                 | Sommer Alfa Romeo 1 min 48 s |                               |
| 3e ligne  | Pos. 8                        |                              | Pos. 7                          |                              | Pos. 6                        |
|           | Moll Alfa Romeo 1 min 49 s    |                              | Varzi Bugatti 1 min 49 s        |                              | Fagioli Alfa Romeo 1 min 49 s |
| 4e ligne  |                               | Pos. 10                      |                                 | Pos. 9                       |                               |
|           |                               | Campari Maserati 1 min 51 s  |                                 | Dreyfus Bugatti 1 min 51 s   |                               |
| 5e ligne  | Pos. 13                       |                              | Pos. 12                         |                              | Pos. 11                       |
|           | Jellen Maserati 1 min 53 s    |                              | Lewis Alfa Romeo 1 min 52 s     |                              | Minozzi Maserati 1 min 52 s   |
| 6e ligne  |                               | Pos. 15                      |                                 | Pos. 14                      |                               |
|           |                               | Zehender Maserati 1 min 56 s |                                 | Félix Alfa Romeo 1 min 54 s  |                               |
| 7e ligne  |                               |                              |                                 |                              | Pos. 16                       |
|           |                               |                              |                                 |                              | Curzon Bugatti –              |

## Classement de la course
| Pos. | no | Pilote              | Écurie                     | Châssis            | Tours | Temps/Abandon                  | Grille |
| ---- | -- | ------------------- | -------------------------- | ------------------ | ----- | ------------------------------ | ------ |
| 1    | 2  | Tazio Nuvolari      | Privé                      | Maserati 8CM       | 95    | 2 h 56 min 17 s 6 (103,9 km/h) | 1      |
| 2    | 14 | René Dreyfus        | Automobiles Ettore Bugatti | Bugatti Type 51    | 95    | + 1 min 29 s 6                 | 9      |
| 3    | 8  | Guy Moll            | Privé                      | Alfa Romeo 8C 2300 | 94    | + 1 tour                       | 8      |
| 4    | 16 | Luigi Fagioli       | Scuderia Ferrari           | Alfa Romeo 8C 2600 | 93    | + 2 tours                      | 6      |
| '5   | 10 | Marcel Lehoux       | Privé                      | Bugatti Type 51    | 92    | + 3 tours                      | 5      |
| 6    | 30 | Brian Lewis         | Privé                      | Alfa Romeo 8C 2300 | 92    | + 3 tours                      | 12     |
| 7    | 32 | Pierre Félix        | Privé                      | Alfa Romeo 8C 2300 | 91    | + 4 tours                      | 14     |
| 8    | 20 | Giuseppe Campari    | Officine Alfieri Maserati  | Maserati 4CM       | 91    | + 4 tours                      | 10     |
| Abd. | 6  | Jean-Pierre Wimille | Sommer/Wimille             | Alfa Romeo 8C 2300 | ~80   | Freins ?                       | 3      |
| Abd. | 24 | Philippe Étancelin  | Privé                      | Alfa Romeo 8C 2300 | 56    | Freins                         | 2      |
| Abd. | 22 | Achille Varzi       | Privé                      | Bugatti Type 51    | 56    | Freins                         | 7      |
| Abd. | 18 | Giovanni Minozzi    | Privé                      | Maserati 8C 2800   |       |                                | 11     |
| Abd. | 28 | Goffredo Zehender   | Privé                      | Maserati 8CM       |       | Surchauffe                     | 15     |
| Abd. | 12 | Francis Curzon      | Privé                      | Bugatti Type 51    |       | Carburateur                    | 16     |
| Abd. | 4  | Raymond Sommer      | Sommer/Wimille             | Alfa Romeo 8C 2300 |       | Culbuteur                      | 4      |
| Abd. | 26 | Charles Jellen      | Privé                      | Alfa Romeo 8C 2300 |       | Admission d'essence            | 13     |
| Np.  |    | László Hartmann     | Privé                      | Bugatti Type 35B   |       | Non partant                    |        |
| Np.  |    | Clemente Biondetti  | Privé                      | MB Spéciale        |       | Non partant                    |        |

- Légende: Abd.=Abandon - Np.=Non partant.

## Pole position et record du tour
- Pole position :  Tazio Nuvolari (Maserati) en 1 min 47 s 0 (108,1 km/h).
- Meilleur tour en course :  Tazio Nuvolari (Maserati) en 1 min 47 s 0 (108,1 km/h) au dix-septième tour.